# استان نارا

استان نارا، ژاپن.

استان نارا یکی از استان‌های کشور ژاپن است.
این استان در ناحیه کانسای در جزیرهٔ هونشو واقع شده.
مرکز این استان، شهر نارا است.